# Fortune Theatre
Fortune Theatre es el nombre de dos teatros, uno histórico de la época isabelina, y otro actual en Londres. 

## El local delsigloXVII
El Fortune Theatre era contemporáneo del shakespeariano Globo, el Cisne y otros; estaba en la parroquia de St Giles-without-Cripplegate, al oeste de los locales en Shoreditch: The Theatre y el Curtain Theatre, entre la calle Whitecross y Golding Lane. Entre 1600 y 1642, estaba entre los primeros locales que representaban obras dramáticas en Londres. 
El Fortune se erigió en la segunda mitad de una sustancial reordenación de las principales compañías artísticas de Londres. En 1597, los Lord Chamberlain's Men habían dejado, o más bien los habían echado, del The Theatre; abandonaron Shoreditch y en 1599 construyeron un nuevo teatro, el Globo, en Southwark. Los Admiral's Men, que entonces actuaban en el cercano y anticuado Rose Theatre, de repente encontraron competición para el público de Bankside. 
En este momento, el mánager de los Admiral's Philip Henslowe y su yerno, el destacado actor Edward Alleyn, planearon trasladarse a Shoreditch; parece que Alleyn fundó el nuevo teatro, más tarde vendió su participación a su suegro. Pagaron 240 libras por un arrendamiento de treinta años sobre unas tierras entre Golding y Whitecross Lane. Alquilaron a Peter Street, que acababa de finalizar el Globo, para que les hiciera un teatro. Pagaron a Street 440 libras por la construcción; con otras 80 libras para pintar y otros gastos, el coste del edificio ascendió a 520 libras. El coste total del proyecto, incluyendo asegurar los derechos de propiedad y quedar libre de arrendamientos precios, alcanzó las 1.320 libras. Mantener el teatro costó cerca de 120 al año durante la primera década de su existencia.
Debido a que el contrato para la construcción se conservó entre los papeles de Alleyn, se sabe más del Fortune que de los otros teatros al aire libre. 
El edificio tenía planta cuadrada y alcanzaba las tres alturas. Estaba construido en ladrillo y escayola, y con suelos de madera en las galerías. El escenario estaba en el medio del cuadrado y estaba cubierto de baldosas.
Los planes de Henslowe y Alleyn encontraron considerable oposición por parte del vecindario, que parece haberse calmado gracias a donaciones a la caridad en la parroquia. El teatro alojó a los Admiral's Men a finales del 1600, tal como se revela a través de la correspondencia del embajador veneciano en Londres, y allí permaneció la troupe durante más de dos décadas, sobreviviendo a las muertes tanto de Henslowe como de Alleyn, y permanecieron bastante estables bajo el patronazgo de príncipe Enrique y Lord Palsgrave. 
El 9 de diciembre de 1621, el Fortune ardió hasta sus cimientos, desapareciendo las propiedades y las obras de la compañía. Para reconstruirlo, Alleyn formó una sociedad con 12 accionistas. El teatro reabrió en marzo de 1623. Parece que el nuevo teatro estaba hecho de ladrillo, con tejado de plomo y tejas como medidas para prevenir el fuego. Parece haber sido redondo, abandonando su previa e inusual forma cuadrada. 
En 1631 los Palsgrave's Men se trasladaron a un teatro en Salisbury Court, y fueron reemplazados en el Fortune por los actores de los King's Revels. La única obra definitivamente asociada con este período es una comedia, hoy perdida, de William Heminges, hijo de John Heminges. 
Cuando el Parlamento cerró los teatros en 1642, el Fortune entró en un lento e irreversible declinar. En 1649, los soldados derribaron el escenario y los asientos de la galería. Cuando llegó la restauración, se había derrumbado en parte, y los restos se vendieron como basura.

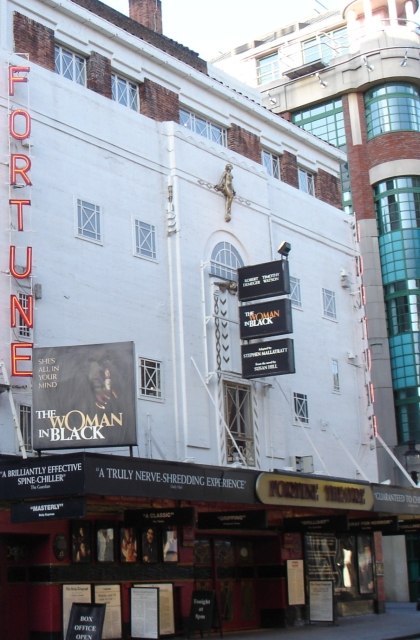
Fortune Theatre, Londres.

## El local delsigloXX
El Fortune Theatre ubicado en Russell Street, cerca de Covent Garden en Londres, se abrió en 1924 y está en el lugar de la vieja Albion Tavern. El nombre original del teatro fue Fortune Thriller Theatre. 
Desde 1989 el teatro representa la obra The Woman in Black, que fue adaptada por Stephen Mallatratt del libro del mismo nombre escrito por Susan Hill. En 2001 se celebró la 5.000.ª representación.
Los planos originales del Fortune se descubrieron por Richard L. Hay, que los usó para diseñar y construir el Elizabethan Stage (Escenario isabelino) en el Festival de Shakespeare de Oregón en Ashland, Oregón.